# S7 (S-Bahn Rhein-Main)
S7 is een van de negen lijnen die onderdeel zijn van het S-Bahn Rhein-Main-netwerk. De S-Bahn is een regionale metro die de verre buitenwijken en voorsteden verbindt met het centrum van Frankfurt am Main. S7 werd geopend in 2002 en is de laatste lijn van de S-Bahn. De lijn loopt van Riedstadt naar Frankfurt Hauptbahnhof. De S7 is dagelijks in bedrijf tussen ongeveer vier uur 's ochtends en één uur 's nachts. Gedurende het grootste deel van de dag rijdt er per lijn per richting elke 30 minuten een trein; in de minder drukke uren bestaat er een uurdienst.

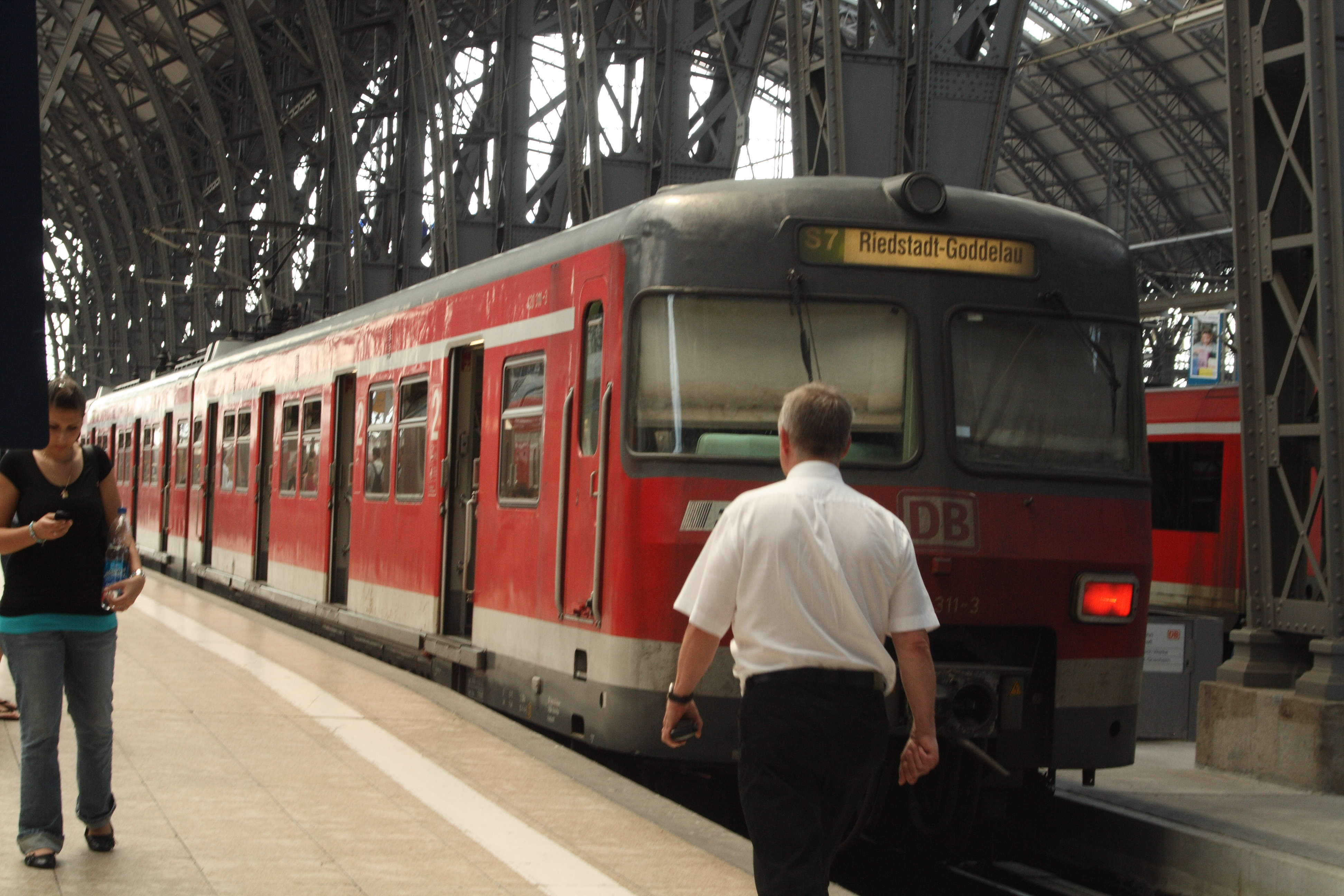
Trein op de S7 in station Frankfurt Hauptbahnhof